# Juan Clemente Zenea
Juan Clemente Zenea (Bayamo, 24 febbraio 1832 – L'Avana, 1871) è stato uno scrittore e patriota cubano.

## Biografia
Nel 1845 entrò nel collegio di José de la Luz y Caballero dove iniziò ad interessarsi per la letteratura, nel 1846 pubblicò le prime poesie sul periodico La Prensa dell'Avana del quale divenne redattore nel 1849. Fu autore di pubblicazioni clandestine avverse alla Spagna e all'autorità coloniale. Nel 1852 fu costretto ad emigrare a New Orleans a causa del suo appoggio alla tentata insurrezione del generale Narciso López. Negli Stati Uniti scrisse e pubblicò articoli a sfondo politico collaborando con "El correo de Louisiana", "El Independiente" e il "Faro de Cuba", che nel 1853 gli procurarono una sentenza di morte in patria da parte del governo spagnolo revocata con un'amnistia generale nel 1854, nello stesso anno tornò a Cuba dove insegno inglese presso il collegio di José de la Luz y Caballero. 
Nel 1865 si trasferì dunque a New York, dove diresse El Revolucionario, poco dopo si spostò a Città del Messico, ma nel 1868 all'inizio della guerra dei dieci anni, tornò a negli Stati Uniti per promuovere la causa dell'indipendenza cubana, nel 1870 riuscì a tornare in segreto a Cuba e dopo un incontro con Carlos Manuel de Céspedes, fu imprigionato dalle truppe spagnole mentre tentava di rientrare negli Stati Uniti, venne fucilato nel 1871.

## Opere
- 1855 Poesías
- 1859 Lejos de la patria. Memorias de un joven poeta
- 1860 Cantos de la tarde
- 1861 Sobre la literatura de Estados Unidos